# The Key to Reserva
The Key to Reserva (titulada: Freixenet: La clave Reserva en España) es un cortometraje o anuncio de larga duración hispano-estadounidense de 2007 para el champán Freixenet Cava protagonizado, escrito y dirigido por Martin Scorsese.

## Trama
La película comienza con un encuadre en el que Scorsese, interpretándose a sí mismo, describe cómo descubrió tres páginas y media de una película no producida de Alfred Hitchcock, "La llave de la reserva". Como parte de su trabajo de preservación de la película, planea filmar el guion tal y como Hitchcock lo habría filmado.
La película, que no contiene diálogos, muestra a Roger Thornberry llegando a un palco durante una actuación de la orquesta. Ve una llave escondida junto a la bombilla del palco y va a recuperarla. Uno de los artistas, Leonard, se fija en él y hace una señal a su cómplice Louis Bernard, que tiene como rehén a Grace, la mujer de Roger, entre el público. Leonard va entonces a detener a Roger. Ambos se pelean y Leonard cae del palco, presumiblemente para morir. Roger utiliza la llave para abrir un maletín cerrado que contiene una botella de Freixenet con archivos de alto secreto escondidos en su interior.
La película se detiene bruscamente cuando Scorsese explica que falta una página, por lo que se limitó a filmar el párrafo final del guion, en el que aparece Louis Bernard arrestado, mientras Roger y su esposa se reúnen tomando una copa de Freixenet.
A continuación, Scorsese habla con el entrevistador sobre posibles proyectos futuros. La cámara retrocede para mostrar a Scorsese, Thelma Schoonmaker y el entrevistador en una oficina de un bloque de pisos, mientras los cuervos revolotean alrededor del edificio.

## Reparto
- Simon Baker como Roger Thornberry
- Kelli O'Hara como Grace Thornberry
- Michael Stuhlbarg como Louis Bernard
- Christopher Denham como Leonard
- Ted Griffin como entrevistador
- Martin Scorsese como él mismo
- Thelma Schoonmaker como ella misma